# Wapen van Batenburg

Het wapen van de voormalige gemeente Batenburg en de huidige gemeente Wijchen

Het wapen van Batenburg is gelijk aan het wapen van Wijchen. Het wapen van Batenburg heeft een geschiedenis die verder terug gaat dan de officiële toekenning door de Hoge Raad van Adel in 1818.

## Geschiedenis
Het wapen van Batenburg is afkomstig van het wapen van de heerlijkheid en van het wapen van de heren van Batenburg in de 13e en 14e eeuw gebruikten. Het oudste bekende zegel is een zegel uit 1470, daarop staat het wapen als een borstschild op de Duitse rijksadelaar.
In een van de glas-in-loodramen van de Nederlands Hervormde kerk Sint Victor is een spreuk onder het wapen geplaatst. De spreuk gaat: Pour ronger les ailes aux Romains. Wat zoveel betekent als Om de vleugels van de Romeinen te knippen, mocht dit waar zijn dan verklaart dat ook de scharen in het wapen. Echter, het is logischer dat het wapen van Batenburg afgeleid is van het wapen van Gennep, omdat er een familiaire verwantschap was tussen de heren van Batenburg en de heren van Gennep.

## Blazoen
De beschrijving van het wapen van Batenburg luidde tussen 15 juli 1818 en 1984 als volgt:
Een rood schild beladen met een St. Andrieskruis en verzeld door 4 droogscheerdersscharen, alles van goud. Het schild gedekt met een gouden kroon.
Het schild is rood van kleur met daarop een gouden Andreaskruis. Tussen de poten van het kruis staan 4, eveneens gouden, droogscheerdersscharen. Niet vermeld is dat de kroon vijf bladeren had, met tussen de bladeren vier parels, een markiezenkroon.

## Verwante wapens

Wapen volgens Wapenboek Gelre
Het wapen van Gennep uit 1896
Wapen van Van Imbyze van Batenburg

Aalst · 
Ammerzoden · 
Angerlo · 
Appeltern · 
Batenburg · 
Beesd · 
Beltrum · 
Bemmel · 
Bergharen · 
Bergh · 
Beusichem · 
Borculo · 
Brakel · 
Buurmalsen · 
Deil · 
Didam · 
Dinxperlo · 
Dodewaard ·
Doornspijk ·
Dreumel ·
Driel ·
Echteld ·
Eibergen ·
Elst ·
Est en Opijnen ·
Everdingen ·
Ewijk ·
Gameren ·
Geesteren · 
Geldermalsen · 
Gendringen · 
Gendt ·
Groenlo ·
Groesbeek ·  
Haaften ·
Hedel ·
's-Heerenberg ·
Heerewaarden ·
Hemmen ·
Hengelo ·
Herwen en Aerdt ·
Herwijnen ·
Heteren ·
Heukelum ·
Hoevelaken ·
Horssen ·
Huissen ·
Hummelo en Keppel ·
Hurwenen  ·
Kerkwijk ·
Keppel ·
Kesteren ·
Laren · 
Lichtenvoorde ·
Lienden ·
Lingewaal · 
Maurik ·
Millingen aan de Rijn ·
Nederhemert ·
Neede ·
Neerijnen ·
Netterden ·
Niftrik ·
Nijbroek ·
Ophemert ·
Overasselt ·
Pannerden ·
Poederoijen · 
Renkum ·
Rijnwaarden ·
Rossum ·
Ruurlo ·
Steenderen ·
Terborg ·
Twello ·
Ubbergen ·
Valburg ·
Varik ·
Vorden ·
Vuren ·
Waardenburg ·
Wadenoijen ·
Wamel ·
Wehl ·   
Warnsveld ·
Wisch ·
Zeddam ·
Zelhem ·
Zoelen ·
Zuilichem 

Dorps-, heerlijkheids- en stadswapens: 

Acquoy 
· Baak 
· Barlham 
· Bredevoort 
· Doreweerd 
· Elden
· Enspijk 
· Gellicum 
· Groessen 
· Hakfort 
· Hellouw 
· IJzendoorn 
· Kell  
· Lede en Oudewaard 
· Lichtenberg 
· Loil 
· Maasbommel 
· Meijnerswijk 
· Meteren 
· Middagten 
· Rhenoy 
. Rumpt
· Tricht 
· Verwolde 
· Wildenborch